# Emanuele Basile (carabiniere)
Emanuele Basile (Taranto, 2 luglio 1949 – Monreale, 4 maggio 1980) è stato un militare italiano, ufficiale dei Carabinieri ucciso da Cosa nostra, insignito di Medaglia d'oro al valor civile alla memoria.

## Biografia
Terzo di cinque figli, frequentò l'Accademia Militare di Modena. Prima di intraprendere la carriera militare, si iscrisse alla facoltà di medicina e riuscì ad affrontare il difficile esame di anatomia, ma i sentimenti di giustizia e legalità, valori fondamentali nella sua vita, ebbero il sopravvento sulla professione medica. Fu così che entrò nell'Arma dei Carabinieri. Prima di giungere a Monreale comandò le compagnie di altre città, tra cui quella di Sestri Levante e di Torre Annunziata, e se la mafia non avesse interrotto la carriera del giovane carabiniere di 30 anni, la successiva destinazione sarebbe stata quella di San Benedetto del Tronto. Precedentemente al suo assassinio, aveva condotto alcune indagini sull'uccisione di Boris Giuliano, durante le quali aveva scoperto l'esistenza di traffici di stupefacenti. Tuttavia, apprestandosi a lasciare Monreale, si era premurato di consegnare tutti i risultati a cui era pervenuto a Paolo Borsellino.
Dopo i funerali, Basile ha ricevuto sepoltura presso il Cimitero Monumentale di San Brunone, a Taranto.

## L'assassinio
La notte del 4 maggio 1980, mentre stava facendo ritorno in caserma con la figlia Barbara di quattro anni e la moglie Silvana durante la festa del Santissimo Crocifisso a Monreale, viene colpito da due killer che gli spararono alle spalle davanti ad una bancarella. Basile venne trasportato all'ospedale di Palermo dove i medici tentarono di salvargli la vita con un delicato intervento chirurgico, ma morì durante l'operazione lasciando nel dolore la moglie e lo stesso Paolo Borsellino, accorso in ospedale.
Tre anni dopo la sua morte, il 13 giugno 1983, fu ucciso il capitano Mario D'Aleo, che aveva preso il posto di Basile come comandante della Compagnia dei Carabinieri di Monreale, sempre per mano di Cosa nostra; nell'agguato, insieme a D'Aleo, trovano la morte l'appuntato Giuseppe Bommarito e l'ex autista di Basile, il carabiniere Pietro Morici.

### I processi
Nelle ore dopo l'omicidio di Basile furono arrestati Vincenzo Puccio, Armando Bonanno e Giuseppe Madonia, sorpresi a bordo di una macchina in fuga nelle campagne di Monreale: i tre sostennero di trovarsi in quel posto per incontrare donne sposate di cui rifiutarono di fare i nomi, ma non vennero creduti e il giudice istruttore Paolo Borsellino li rinviò a giudizio per omicidio.
Il processo contro i tre imputati si aprì il 7 ottobre 1981 ma il presidente della Corte Carlo Aiello sospese subito il dibattimento e rinviò tutti gli atti al giudice Borsellino, ordinando anche una perizia su "alcune tracce di nitrati" trovate sotto le scarpe dei sicari. Si aprì un nuovo processo che si concluse nel marzo 1983, quando la Corte d'assise di Palermo, presieduta da Salvatore Curti Giardina, assolse Puccio, Bonanno e Madonia per insufficienza di prove. Qualche settimana dopo, i tre imputati, inviati al soggiorno obbligato in Sardegna, si diedero alla latitanza.
Nell'ottobre 1984 la Corte d'assise d'appello di Palermo, presieduta da Antonio Dell'Aira, capovolse la sentenza di primo grado, condannando all'ergastolo Puccio, Bonanno e Madonia. Nel febbraio dell'anno successivo la prima sezione della Cassazione, presieduta da Corrado Carnevale, annullò le condanne per un vizio di forma e dispose un nuovo processo d'appello.
Nel giugno 1988 la Corte d'assise d'appello di Palermo, presieduta da Antonino Saetta, condannò nuovamente i tre imputati all'ergastolo. Il 25 settembre dello stesso anno, il giudice Saetta venne ucciso, insieme al figlio Stefano, in un agguato proprio per aver emesso quella sentenza di condanna; nello stesso periodo, Vincenzo Puccio finì assassinato in carcere a colpi di bistecchiera, mentre Armando Bonanno scomparve nel nulla, vittima della "lupara bianca".
Nel marzo 1989 la prima sezione penale della Cassazione, presieduta da Roberto Modigliani, annullò per la seconda volta la sentenza d'appello per un difetto di motivazione e dispose un nuovo processo da celebrarsi in una diversa sezione.
Nel frattempo, l'8 novembre 1985 la sentenza-ordinanza del procedimento "Abbate Giovanni + 706" (il cosiddetto "Maxiprocesso di Palermo") rinviava a giudizio come mandanti dell'omicidio del capitano Basile i membri della "Commissione" o "Cupola" di Cosa nostra (Salvatore Riina, Bernardo Provenzano, Francesco Madonia, Michele Greco, Bernardo Brusca, Giuseppe Calò, Nenè Geraci). Il 16 dicembre 1987 venne pronunciata la sentenza di primo grado del Maxiprocesso, che condannava all'ergastolo per l'omicidio Basile Francesco Madonia, Salvatore Riina e Bernardo Provenzano mentre venivano assolti per insufficienza di prove Michele Greco, Antonino Geraci, Bernardo Brusca e Giuseppe Calò.
Nel 1990 il processo d'appello contro i mandanti del delitto Basile venne stralciato dal Maxiprocesso e riunito a quello contro gli esecutori materiali, che ormai vedeva come unico imputato Giuseppe Madonia. Il 14 febbraio 1992 la Corte d'assise d'appello di Palermo, presieduta da Salvatore Scaduti, condannò all'ergastolo Salvatore Riina, Michele Greco, Francesco Madonia e il figlio Giuseppe mentre furono assolti Giuseppe Calò, Bernardo Provenzano, Bernardo Brusca e Nenè Geraci (in seguito il giudice Scaduti denunciò di aver avuto pressioni per "aggiustare" la sentenza da parte del notaio massone Pietro Ferraro, che agiva su mandato del senatore Vincenzo Inzerillo, entrambi poi condannati per concorso esterno in associazione mafiosa); il 14 novembre dello stesso anno la quinta sezione della Corte di cassazione confermò gli ergastoli per Salvatore Riina, Francesco e Giuseppe Madonia e le assoluzioni di Giuseppe Calò, Bernardo Provenzano, Bernardo Brusca e Nenè Geraci mentre dispose un nuovo processo per Michele Greco.

## Riconoscimenti
In sua memoria, a Taranto è stata intestata una scuola elementare. In provincia, a Massafra porta il suo nome la Caserma dei Carabinieri mentre a Ginosa e Manduria, portano il suo nome i Presidi di "Libera". Nel 2013 il Comune di Monreale gli conferisce la cittadinanza onoraria.